# Gloster III
El Gloster III fue un hidroavión de carreras británico de la década de 1920, destinado a competir en la carrera aérea del Trofeo Schneider. Se construyeron dos biplanos monomotor y monoplaza, uno de los cuales quedó segundo en la carrera de 1925.

## Diseño y desarrollo
En 1924, la Gloster Aircraft Company diseñó y construyó el Gloster II, una evolución del avión de carreras Gloster I, para competir en la carrera aérea del Trofeo Schneider de ese año. Sin embargo, el primer avión fue dado de baja durante las pruebas, y al no haber otros competidores, el American Aero Club pospuso la competición hasta 1925.
Para competir en la carrera de 1925, el Ministerio del Aire británico encargó a Gloster el diseño y la construcción de dos ejemplares de un nuevo hidroavión de carreras, en febrero de 1925. El diseño resultante, el Gloster III, al igual que el Gloster II, era un biplano de madera con alas de un solo vano, propulsado por un motor Napier Lion VII de 522 kW (700 hp). El avión estaba equipado con radiadores Lamblin en el borde de ataque de las alas inferiores. Con una envergadura de 6,1 m, el Gloster era el avión británico más pequeño construido con esa potencia en esa época.
El primer prototipo, con la matrícula N194, fue volado por Hubert Broad el 29 de agosto de 1925, y el segundo avión (con matrícula civil G-EBLJ y militar N195) fue volado unos días más tarde por Bert Hinkler.

## Historia operacional
Los pilotos tuvieron poco tiempo para practicar el vuelo con los Gloster III, ya que el N194 sólo voló cuatro veces y el N195 una vez antes de partir hacia América. Cuando el Supermarine S.4 se estrelló durante las pruebas de navegación el 23 de octubre de 1925, el N195, que se llevó como reserva, se preparó para participar en la carrera en lugar del monoplano de Supermarine, y sería pilotado por Hinkler. Sin embargo, en la mañana de la carrera, el N195 sufrió daños durante las pruebas de rodaje, dejando a Broad en el N194 para llevar las esperanzas británicas en la carrera de la tarde.
Cuando tuvo lugar la carrera, los Gloster III fueron superados por los Curtiss R3C de los Estados Unidos, y la misma fue ganada por el teniente James Doolittle, volando a una velocidad promedio de 374,443 km/h, 53 km/h más rápido que Broad, que registró una velocidad de 320,537 km/h, con De Briganti en el Macchi M.33 terminando tercero y los dos Curtiss R3C restantes no logrando terminar.
Tras la carrera, los dos Gloster III regresaron al Reino Unido. Tras ser modificados, se utilizaron para entrenar a los pilotos del Destacamento de Alta Velocidad de la RAF en preparación para la carrera de 1927.

## Variantes
Gloster III
Variante original, propulsada por un Napier Lion de 522 kW (700 hp). Dos construidos.
Gloster IIIA
Cola modificada para resolver los problemas de estabilidad encontrados en el primer vuelo.
Gloster IIIB
Modificación del N195 tras el regreso de los aviones del Trofeo Schneider de 1925. Radiadores de superficie de baja resistencia instalados en las cuatro alas y cola en voladizo modificada. Velocidad máxima aumentada a 406 km/h.

## Operadores
Reino Unido
- Real Fuerza Aérea

## Especificaciones (IIIA)
Referencia datos: Gloster Aircraft since 1917 

### Características generales
- Tripulación: Uno (piloto)
- Longitud: 8,2 m (26,8 ft)
- Envergadura: 6,1 m (20 ft)
- Altura: 3 m (9,7 ft)
- Superficie alar: 14,1 m² (151,8 ft²)
- Peso vacío: 920 kg (2027,7 lb)
- Peso cargado: 1219 kg (2686,7 lb)
- Planta motriz: 1× motor lineal de 12 cilindros en W (flecha ancha) refrigerado por agua Napier Lion VII.
  - Potencia: 520 kW (717 HP; 707 CV)
- Hélices: Gloster bipala de paso fijo

### Rendimiento
- Velocidad máxima operativa (Vno): 362 km/h (225 MPH; 195 kt)
- Carga alar: 86 kg/m² (17,6 lb/ft²)
- Potencia/peso: 0,43 kW/kg (0,26 hp/lb)

## Aeronaves relacionadas

### Desarrollos relacionados
- Gloster II
- Gloster IV

### Aeronaves similares
- Curtiss R3C
- Supermarine S.4

### Secuencias de designación
- Secuencia G._ (interna de Gloster): ← G.18 - SS.18 - SS.19 - G.20 - G.21 - G.22 - G.23 →